# 李磊 (1992年)
李磊（1992年5月30日—），男，山东青岛人，中国足球运动员，中国国家队球员。现效力中國足球超级联赛球隊北京國安，司职边后卫。

## 生平

### 职业生涯
2010年初，冲入中超的南昌衡源俱乐部从青岛海利丰引进了李磊。由于在联赛中的出色表现，同年6月李磊入选了国青队备战亚青赛。
2012年初，大连阿尔滨有意引进李磊，李磊甚至随阿尔滨参加了在西班牙的拉练，但是最后李磊在赛季前归队，继续在上海申鑫效力。
2013年2月，李磊转会加盟刚刚降级到中甲联赛的河南建业。
2015年1月18日，李磊加盟中超联赛球队北京国安。
2021年，为备战3月开踢的卡塔尔世预赛亚洲区40强赛下半程比赛，中国男足将于1月22日至2月10日在海口展开2021年首期集训，李磊入选27人名单。
2021年12月，瑞士俱樂部草蜢宣佈李磊將於2022年1月加入球隊。

## 出场纪录
最后更新：2013年3月1日
| 赛季 | 球队     | 联赛 | 联赛 | 联赛 | 足协杯 | 足协杯 | 中超杯 | 中超杯 | 亚冠 | 亚冠 | 总计 | 总计 |
| 赛季 | 球队     | 联赛 | 出场 | 进球 | 出场   | 进球   | 出场   | 进球   | 出场 | 进球 | 出场 | 进球 |
| ---- | -------- | ---- | ---- | ---- | ------ | ------ | ------ | ------ | ---- | ---- | ---- | ---- |
| 2010 | 南昌衡源 | 中超 | 20   | 2    | -      | -      | -      | -      | -    | -    | 20   | 2    |
| 2011 | 南昌衡源 | 中超 | 12   | 1    | 2      | 0      | -      | -      | -    | -    | 14   | 1    |
| 2012 | 南昌衡源 | 中超 | 12   | 0    | 0      | 0      | -      | -      | -    | -    | 12   | 0    |
| 总计 | 总计     | 总计 | 44   | 3    | 2      | 0      | 0      | 0      | 0    | 0    | 46   | 3    |